# Bengt Jacobsson (militär)
Bengt Magnus Jacobsson, född 2 augusti 1900 i Kristianstad, död 6 juli 1960 i Danderyd, var en svensk militär (generalmajor).

## Biografi
Jacobsson utnämndes till fänrik i flottan 1921. Han överfördes till Flygvapnet 1929 där han var flottiljchef vid Upplands flygflottilj (F 16) 1943–1944. Han var chef för Materielavdelningen vid Flygförvaltningen 1944–1950. År 1950 utnämndes han till generalmajor. Samma år, 1950, kommenderades han som souschef vid Flygförvaltningen. År 1957 avgick han. I egenskap av souschef vid Flygförvaltningen var han 1954–1957 ledamot av Försvarets förvaltningsdirektion.

## Utmärkelser
- Kommendör med stora korset av Svärdsorden, 6 juni 1957.[3]